# إتش كي إس
شركة(HKS) المحدودة. (باليابانية: 株式会社エッチ・ケー・エス)، هي شركة مساهمات عامة يقع مقرها الرئيسي في فوجينوميا بمحافظة شيزوكا باليابان، وهي متخصصة في هندسة وتصنيع وبيع قطع غيار التعديل للسيارات الرياضية. مع 50 عاماً من الخبرة والجهود العالمية في مجال قطع غيار التعديل، تدّعي الشركة أن  إتش كي إس  ربما تكون العلامة التجارية الأكثر شهرة في العالم في مجال قطع غيار التعديل“. 

## التاريخ
تأسست شركة  إتش كي إس  في عام 1973 على يد هيرويوكي هاسيغاوا، وهو مهندس سابق في شركة ياماها موتور وشريكه غويتشي كيتاغاوا، وتم توفير رأس المال اللازم لبدء العمل من قبل شركة سيغما أوتوموتيف ولهذا السبب تكون اسم إتش كي إس (HKS). بدأت الشركة عملياتها من خلال ضبط محركات البنزين في سقيفة مزرعة ألبان عند سفح جبل فوجي. وكان هدفهم هو تصميم وبناء محركات عالية الأداء وقطع تعديل لا يمكن لكبار صناع القطع الأصلية إنتاجها أو لا يرغبون في إنتاجها. 

في يوليو 1974، قامت شركة هاسيقاوا بتصميم وتصنيع أول مجموعة شاحن توربيني تجاري لسيارات الركاب. ومنذ ذلك الحين بدأت شركة  إتش كي إس  بتطوير الشواحن التوربينية واطقم الشواحن التوربينية سهلة التركيب والتي أصبحت فيما بعد العمل الأساسي للشركة. كما ابتكرت HKS أيضاً أول مؤقِّت توربيني إلكتروني متوفر تجارياً وجهاز التحكم بضغط الهواء المشحون، كما كانت رائدة في مجال أجهزة كمبيوتر السيارات وانظمة وأدوات إدارة الوقود المعدلة. 

## منتجات إتش كي إس
تقدم  إتش كي إس للسيارات اليابانية من الطرازات المحلية مجموعة واسعة من قطع التعديل، بدءاً من الأجزاء الداخلية للمحرك مثل ذراع التوصيل والحدبة (أعمدة الكامات) إلى الأجزاء الخارجية مثل صمام تفريغ الهواء، ومجموعة مبردات الهواء، وأنظمة العادم الكاملة، ومجموعات التوربو، وأنظمة إدارة المحرك وغيرها من الأجهزة الإلكترونية عالية الأداء.
خطوط إنتاج القطع الحالية:
- العوادم
- نظام التعليق
- مداخل الهواء
- ألياف الكربون
- الإلكترونيات
- صمام تفريغ الهواء
- المبردات
- الشاحن التوربيني
- أنظمة الوقود
- الأجزاء الداخلية للمحرك
- مجموعة القيادة
- أنظمة المكابح
- الزيوت
- شمعات الإحتراق